# Jordens kappe
 For alternative betydninger, se Kappe (flertydig). (Se også artikler, som begynder med Kappe)
Jorden består af tre lag uden på hinanden; skorpen, kappen og kernen. Grænsen mellem skorpen og kappen er defineret ved Moho (Mohorovičić diskontinuiteten), hvor hastigheden af de seismiske P-bølger øges brat (fra 6-7 til 8 km/s). Dybden af Moho varierer mellem 10 km under oceanerne til 70 km under bjergkæder.
Kappen er ca. 2.900 km tyk og består primært af faste bjergarter. Den er opdelt i tre lag:
- Det yderste lag kaldes sammen med skorpen for lithosfæren. Den er 100 km tyk og er hård, stiv og relativ kold.
- Fra 100 til 350 km dybde ligger asthenosfæren der er varm, blød og plastisk. I nogle dybder er den op til 15% opsmeltet. Dette er glidelaget, som de tektoniske plader bevæger sig på.
- Den indre kappe, mesosfæren, går fra 350 km til 2883 km i dybden. Mesosfæren har den samme kemiske sammensætning som resten af kappen men da trykket er væsentlig højere her, er materialet mere stift trods den højere temperatur.